# Mongauzy
Mongauzy é uma comuna francesa na região administrativa da Nova Aquitânia, no departamento da Gironda. Estende-se por uma área de 6,81 km². Em 2010 a comuna tinha 604 habitantes (densidade: 88,7 hab./km²).